# Mantofasmatodeus
Els mantofasmatodeus (Mantophasmatodea) són un ordre d'insectes neòpters descobert en l'any 2002, el primer que es descrivia des de 1914. Es tracta d'insectes carnívors que habiten a l'oest de Sud-àfrica i Namíbia (massís de Brandberg), però fòssils de l'Eocè suggereixen una més ampla distribució en el passat.
Els membres d'aquest ordre són àpters. Semblen una barreja entre mantis i insecte bastó i proves moleculars indiquen que estan més propers evolutivament d'aquests últims i de l'ordre Grylloblattodea, també enigmàtic.
Van ser descrits inicialment a partir de cinc espècimens vius trobats a Namíbia i Tanzània (Mantophasma zephyra i M. subsolana) i d'un espècimen fòssil de l'ambre bàltic de 45 milions d'anys d'antiguitat (Rhaptophasma kerneggeri).
Els autors de l'article en què es descriu el nou ordre indiquen que no pot excloure's categòricament que els dos espècimens de Mantophasma siguin de la mateixa espècie, i que la diferència de grandària reflecteix en realitat el seu dimorfisme sexual, però és poc probable a causa de l'ampla separació geogràfica de les localitats de captura d'aquests.

## Classificació
Les tres primeres espècies van ser classificades com segueix:
- Família Mantophasmatidae
  - Mantophasma zephyra
  - Mantophasma subsolana
  - Rhaptophasma kerneggeri †

Tanmateix, espècimens addicionals i estudis genètics ha conduït a la descripció de nombroses espècies i dues noves famílies:
- Família Tanzaniophasmatidae
  - Tanzaniophasma subsolana - Tanzània
- Família Mantophasmatidae
  - Mantophasma zephyra - Namíbia
  - Sclerophasma paresisensis - Namíbia
- Família Austrophasmatidae
  - Austrophasma caledonensis - Sud-àfrica
  - Austrophasma gansbaaiensis - Sud-àfrica
  - Austrophasma rawsonvillensis - Sud-àfrica
  - Lobophasma redelinghuysensis - Sud-àfrica
  - Hemilobophasma montaguensis - Sud-àfrica
  - Karoophasma biedouwensis - Sud-àfrica
  - Karoophasma botterkloofensis - Sud-àfrica
  - Namaquaphasma ookiepensis - Sud-àfrica
- Incertae sedis
  - Rhaptophasma kerneggeri † zona del Bàltic i Escandinàvia
  - Praedatophasma maraisi - Namíbia
  - Tyrannophasma gladiator - Namíbia